# Volta a Estremadura
A Volta a Estremadura (oficialmente: Volta Ciclista Internacional a Extremadura) é uma corrida de ciclismo por etapas espanhola que percorre as principais populações da comunidade de Extremadura .
A primeira edição da prova foi em 1987 ainda que não se chegou a disputar com regularidade até 2002. Estava reservada a amadoras, por isso a maioria dos seus vencedores têm sido espanhóis, até criação dos Circuitos Continentais da UCI em 2005, quando entrou no circuito profissional do UCI Europe Tour, dentro da categoria 2.2 (última categoria do profissionalismo). Depois de anular-se a edição de 2010 em 2011 correu-se uma última edição, como amador, se disputando todas as etapas na província de Badajoz e com início e final na mesma localidade.
Em 2021 a competição voltou a celebrar-se depois de 10 anos de ausência com a participação de 20 equipas da categoria Elite-Sub23 num formato de 3 etapas.
Em 2023 pela primeira vez a competição contaria com modalidade feminina constando de 3 etapas em categoria UCI 2.2 enquanto a categoria masculina passaria a ter 5 etapas.
Em seu palmarés destacam corredores como José Ángel Gómez Marchante ou como Daniel Lloyd, ambos ciclistas de equipas profissionais já retirados na atualidade.

## Palmarés
Em amarelo: edição amador.
| Ano       | Vencedor                   | Segundo                | Terceiro                 |
| --------- | -------------------------- | ---------------------- | ------------------------ |
| 1987      |                            |                        |                          |
| 1988-1993 | edições não realizadas     | edições não realizadas | edições não realizadas   |
| 1994      | Claus Michael Møller       | Triki Beltrán          |                          |
| 1995      |                            |                        |                          |
| 1996      |                            |                        |                          |
| 1997      | Ernesto Manchón            |                        |                          |
| 1998-1999 | edições não realizadas     | edições não realizadas | edições não realizadas   |
| 2000      |                            |                        |                          |
| 2001      | edição não realizada       | edição não realizada   | edição não realizada     |
| 2002      | Sergio Domínguez           | Ricardo Serrano        | Fredrik Modin            |
| 2003      | José Ángel Gómez Marchante | Carlos Barredo         | Francisco Javier Andujar |
| 2004      | Juan Carlos López          | Jordi Grau             | Sergio Domínguez         |
| 2005      | Luis Roberto Álvarez       | Juan Carlos Rojas      | Francisco José Terciado  |
| 2006      | Pedro Romero Ocampo        | Ángel Rodríguez        | Gustavo Domínguez        |
| 2007      | Nuno Duarte                | Reinier Honig          | José Luis Cubillo        |
| 2008      | Daniel Lloyd               | Manuel Lloret          | Sergio Sousa             |
| 2009      | José de Segovia            | Luis Felipe Laverde    | Bruno Castanheira        |
| 2010      | edição não realizada       | edição não realizada   | edição não realizada     |
| 2011      | Gustavo Pérez              | Paul Kneppers          | Raúl García de Mateos    |
| 2012-2020 | edição não realizada       | edição não realizada   | edição não realizada     |
| 2021      | Benjamín Prades            | Abel Balderstone       | Raúl Rota                |
| 2022      | Mulu Hailemichael          | Javier Serrano         | Unai Aznar               |
| 2023      | Adrien Marie               | Ander Ganzabal         | Pablo Carrascosa         |

## Palmarés por países
| País        | Vitórias |
| ----------- | -------- |
| Espanha     | 7        |
| Dinamarca   | 1        |
| Colômbia    | 1        |
| Portugal    | 1        |
| Reino Unido | 1        |
| Argentina   | 1        |
| Etiópia     | 1        |
| França      | 1        |